# سارا فلبربام
سارا فلبربام (ایتالیایی: Sarah Felberbaum؛ زادهٔ ۲۰ مارس ۱۹۸۰) بازیگر و مدل اهل ایتالیا است.
از فیلم‌هایی که وی در آن نقش داشته‌است، می‌توان به کاترینا و دخترانش، پاینده‌باد ایتالیا و کاراواجو اشاره کرد.